# Карамышево (Калужская область)
Карамышево — деревня в Дзержинском районе Калужской области России. Входит в состав сельского поселения «Деревня Редькино».
Карамыш — имя, Карамышев— родовое имя, патроним тюркского корня. Карамыш — легендарный татарский князь, прибывший на Русь из Орды во времена Дмитрия Донского, от «защитивший» или «состарившийся».

## География
Расположено у речки Арсанка, притоке Суходрева.
Рядом — Ладово, Гамышево, Лопатино, Ползино, Гавшино.

## Население
| 2002 | 2010 |
| ---- | ---- |
| 0    | ↗2   |

## История
В завещании Ивана III своему сыну Василию упоминается «слободка Осны на Шане, что садил Васильев Карамышев».
С 1629-года года село Карамышево упоминается как центр овчинного промысла.
Купец Тимофей Филатович Карамышев открыл у сельца Сгомань (также Взгомонье), на земле церкви Спаса на Взгомонях на реке Суходрев, полотняную мануфактуру и  бумажную фабрику, из которых впоследствии вырос Полотняный Завод. К фабрикам Карамышева приписывались крестьяне окрестных деревень, также нанимались вольные люди.
В 1747 году строится храм Рождества Христова на приход в 2000 человек, главным благотворителем был граф Кирилл Григорьевич Разумовский. Деревянный храм простоял  больше чем 100 лет.
По списку 1872 года село Карамышево с деревнями: Лопатино, Ефаново, Ползино, Поповичи, Юдино, Кашниково, Меленки, Реткино, Грибаново, Гамышево, Большое Болымантово, Чубарово, Малое Болымантово, Крутицы, Насыкино, Жолтыкино, Кожухово, Зажево, Есенки, Чибирево, Фролово, Ладово, Русино и пустошами графини Екатерины Ивановны Разумовской.
В 1870 году село Карамышево посетил архиепископ Григорий, было начато строительство нового каменного храма. Церковь строили причта и прихожане,  под руководством старосты, дворянина майора Александра Николаевича Ларионова на церковные деньги.
Место для  нового каменного храма выбрали около старой дороги Калуга—Малоярославец, проходившей через село. Проект готовил младший архитектор Калужского губернского правления Н. П. Юшков, курировал И. И. Ульянов. Постройка каменного храма продолжалась с 1871 по 1878 гг., рядом с храмом был построен кирпичный завод для того, чтобы не возить кирпичи издалека. В трапезной были устроены приделы в честь святителя Василия Великого и в честь великомученицы Параскевы Пятницы.
Во время празднования годовщины Октябрьской революции 7 ноября 1918 года Карамышевская и Маковская волости Медынского уезда готовились поднять восстание, но оно было пресечено. Восстание продолжилось в соседних волостях уезда.
Храм был закрыт в 30 – е гг. ХХ в, священники арестованы и репрессированы.  В годы Великой Отечественной войны во время артиллерийского обстрела были разрушены колокольня и частично трапезная часть храма. Местные жители разобрали остатки трапезной и колокольни на кирпичи,  приделы храма не сохранились.
В 1999 г. в деревне Редькино состоялось первое, после закрытия храма, собрание прихожан. С 2003 г. при храме действует детская воскресная школа. Основной этап  работ по возрождению храма начался в 2005 году.  Организацией работ по реконструкции храма и строительству воскресной школы занимался Рафаев М.С.